# Wang Yan (Tennisspielerin)
Wang Yan (chinesisch 王妍, Pinyin Wáng Yán, IPA (hochchinesisch) [wǎŋ jɛ̌n]; * 1. Januar 1996) ist eine ehemalige chinesische Tennisspielerin.

## Karriere
Wang begann mit zehn Jahren mit dem Tennissport und bevorzugt Hartplätze. Sie spielt hauptsächlich auf dem ITF Women’s Circuit, auf dem sie bisher zwei Turniersiege im Einzel und vier im Doppel erringen konnte.
Ihr erstes Profiturnier spielte Wang im Juli 2012 in Huzhu. Anfang 2013 wurde sie das erste Mal in der Weltrangliste geführt, ihre ersten größeren Erfolge schaffte sie Ende 2013 mit den beiden Achtelfinalteilnahmen bei den jeweils mit 25.000 US-Dollar dotierten Turnieren in Monterrey und Merida. Ihr erstes Viertelfinale erreichte sie bei einem Turnier in Shenzhen im März 2014, ihr erstes Finale in Tarakan im Juli 2014. Mit weiteren guten Ergebnissen schaffte sie es bis Ende 2014 auf Platz 500 der Weltrangliste.
Auf der WTA Tour hatte sie ihren ersten Auftritt beim mit 125.000 US-Dollar dotierten WTA Challenger Ningbo, einem Turnier der WTA Challenger Series, wo sie das Viertelfinale erreichte. Mit diesem und weiteren guten Erfolgen zu Beginn des Jahres 2015 erreichte sie im März 2015 ihre bislang beste Weltranglistenplatzierung im Einzel mit Platz 359. Im Juli 2016 konnte sie ihre ersten beiden Turniere in Gimcheon gewinnen.
Im Juni 2017 bestritt sie ihr bislang letztes Profimatch.

## Turniersiege

### Einzel
| Nr. | Datum         | Turnier  | Kategorie   | Belag     | Finalgegnerin | Ergebnis      |
| --- | ------------- | -------- | ----------- | --------- | ------------- | ------------- |
| 1.  | 10. Juli 2016 | Gimcheon | ITF $10.000 | Hartplatz | Park Sang-hee | 4:6, 6:2, 6:4 |
| 2.  | 17. Juli 2016 | Gimcheon | ITF $10.000 | Hartplatz | Choi Ji-hee   | 6:4, 7:61     |

### Doppel
| Nr. | Datum              | Turnier  | Kategorie   | Belag     | Partnerin  | Finalgegnerinnen             | Ergebnis         |
| --- | ------------------ | -------- | ----------- | --------- | ---------- | ---------------------------- | ---------------- |
| 1.  | 17. August 2014    | Istanbul | ITF $10.000 | Hartplatz | You Xiaodi | Gao Xinyu Yang Zhaoxuan      | kampflos         |
| 2.  | 28. September 2014 | Antalya  | ITF $10.000 | Hartplatz | You Xiaodi | Harriet Dart Jessica Simpson | 6:1, 3:6, [10:8] |
| 3.  | 5. März 2016       | Nanjing  | ITF $10.000 | Hartplatz | Li Yihong  | Chen Jiahui Xin Yuan         | 6:2, 6:3         |
| 4.  | 29. Mai 2016       | Tianjin  | ITF $50.000 | Hartplatz | Li Yihong  | Liu Wanting Lu Jingjing      | 1:6, 6:0, [10:4] |